# Siechenhaus (Klein Grönau)
Das Siechenhaus und die dazugehörige Kapelle im zu Lübeck-St. Jürgen gehörenden Klein Grönau dienen heute als Jugendheim und zu Andachten.

## Siechenhaus

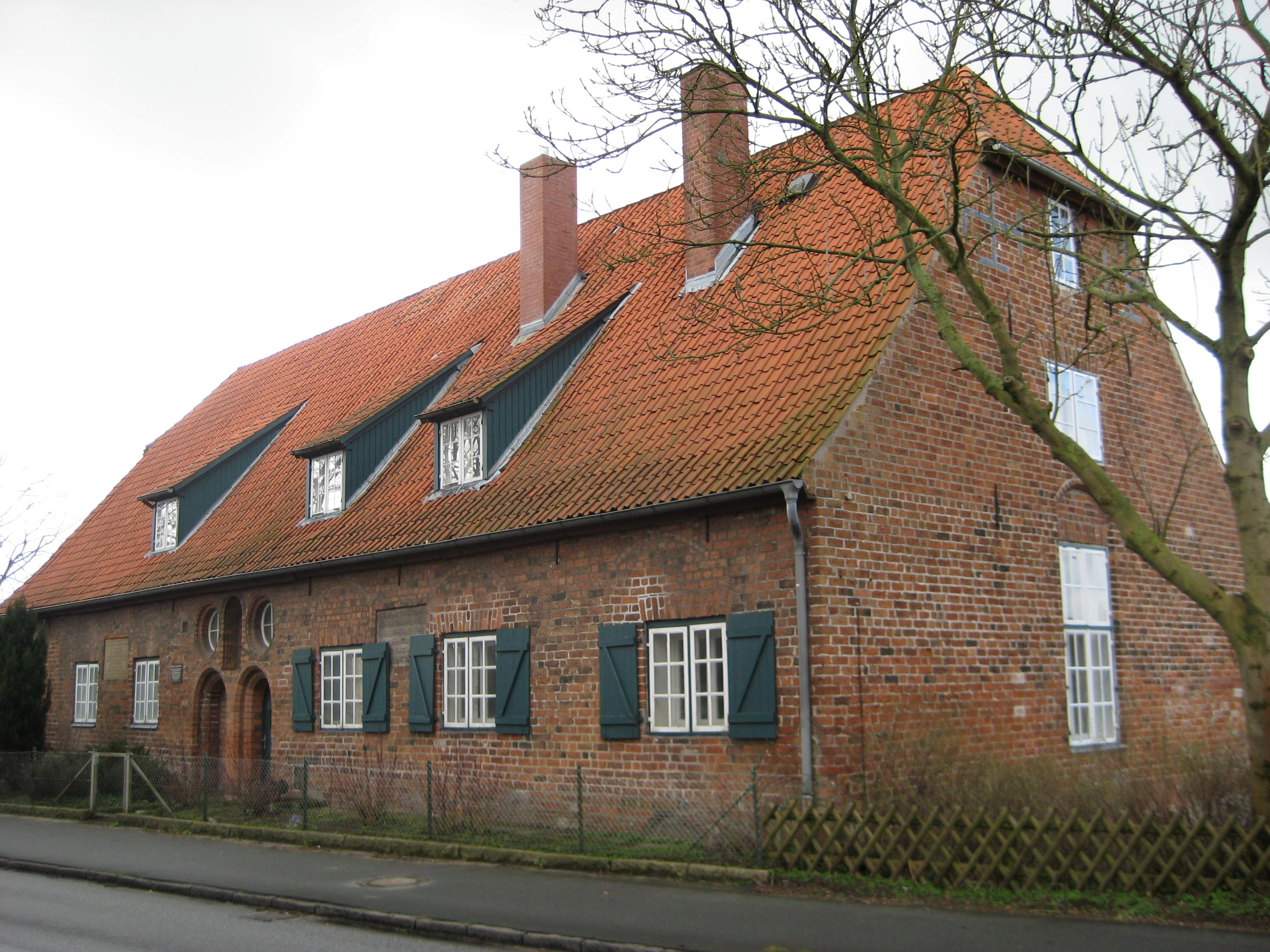
Siechenhaus von 1480

Das Siechenhaus wurde zur Pflege von Lepra-Kranken errichtet und ist erstmals gegen Ende des 13. Jahrhunderts urkundlich nachweisbar. Ab 1423 wurde die Stiftung von Lübeck aus verwaltet. 1479/80 wurde das Haus aus dem Nachlass des Lübecker Bürgermeisters Andreas Geverdes neu errichtet. Es ist ein in seinen Grundzügen bis heute erhaltener eingeschossiger Backsteinbau von 26,5 m Länge und 11,4 m Tiefe, der durch eine mittlere Querwand in zwei Hälften getrennt wird, von denen die südliche für Männer, die nördliche für Frauen bestimmt war. Die gleichzeitig erlassene Hausordnung sah die Unterbringung von je sechs Männern und Frauen in den beiden Haushälften vor. Später wurde das Haus als Armenhaus, ebenfalls für je sechs Männer und Frauen, genutzt. 1787 wurde das Haus im Innern erneuert; 1844 erhielt es ein neues Dach. Drei Inschrifttafeln erinnern an den Beginn und die Vollendung des Baues 1479/80 sowie an die Renovierung von 1787. Das Siechenhaus hatte Einkünfte aus den Pachterträgen des dem Siechenhause gehörigen Gehöfts Klein Grönau und aus den Zinsen belegter Kapitalien. Für längere Zeit war die Verwaltung mit der Westerauer Stiftung verbunden. Aufseher der Stiftung waren jeweils die beiden ältesten Lübecker Bürgermeister sowie die zwei Ältesten des Amtes der Gewandschneider. 1843 waren auf der 3 Hektar großen Anlage, die fast vollständig vom lauenburgischen Gemeindegebiet Groß Grönau umschlossen ist, 37 Personen gemeldet.
1958 erwarb die Evangelisch-Lutherische Kirche in Lübeck das Ensemble von Siechenhaus, Kapelle und Verwalterhaus. Heute befindet sich im Siechenhaus ein von CVJM Lübeck betriebenes Jugendheim.
Die Gesamtanlage, wozu auch der um die Kirche herum gelegene Friedhof gehört, ist im Wesentlichen erhalten, wenn auch durch die Straßenführung der ehemaligen Bundesstraße 207, seit 2007 Landesstraße 331, beeinträchtigt.

## Kapelle

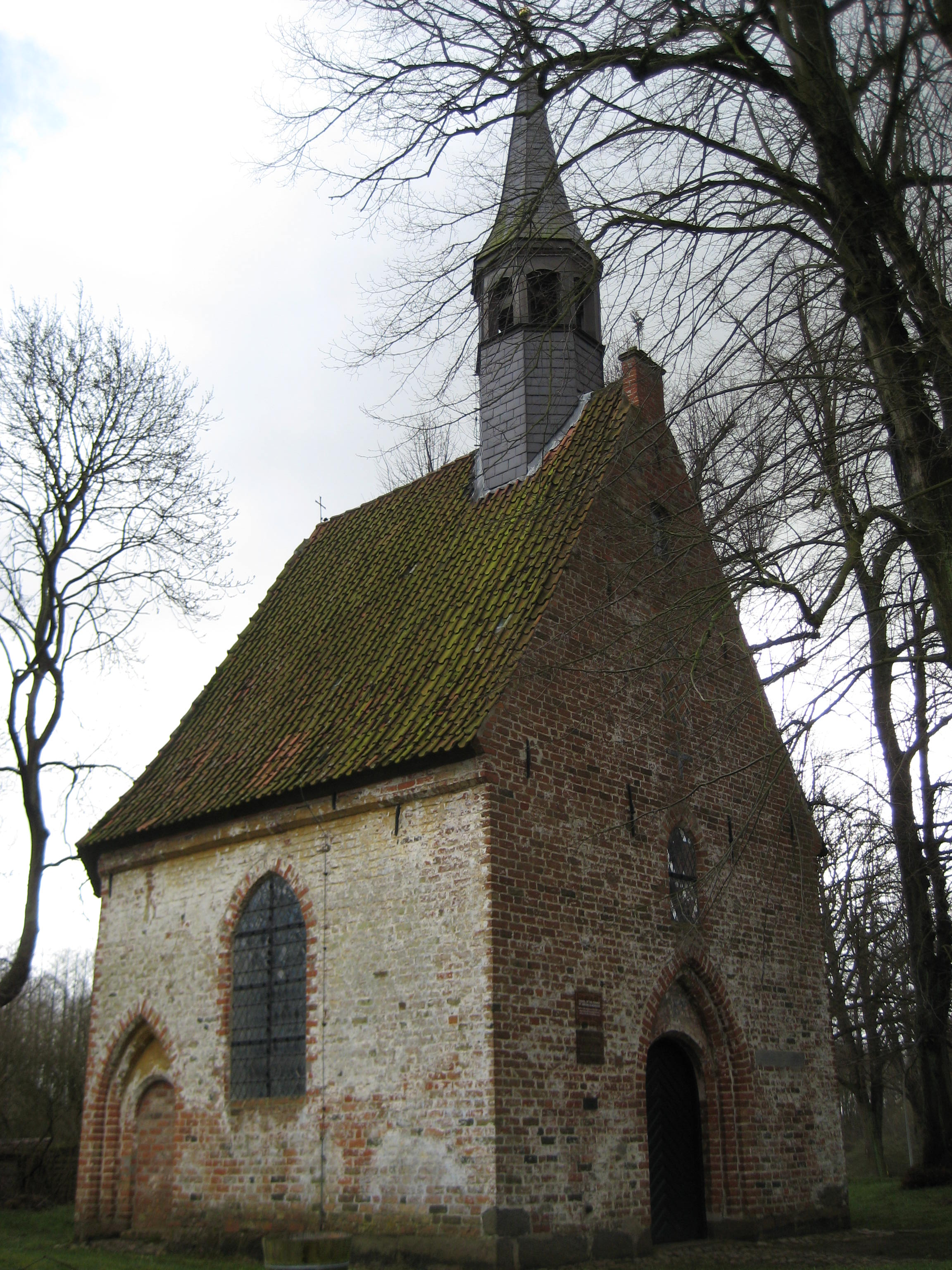
Wegekapelle

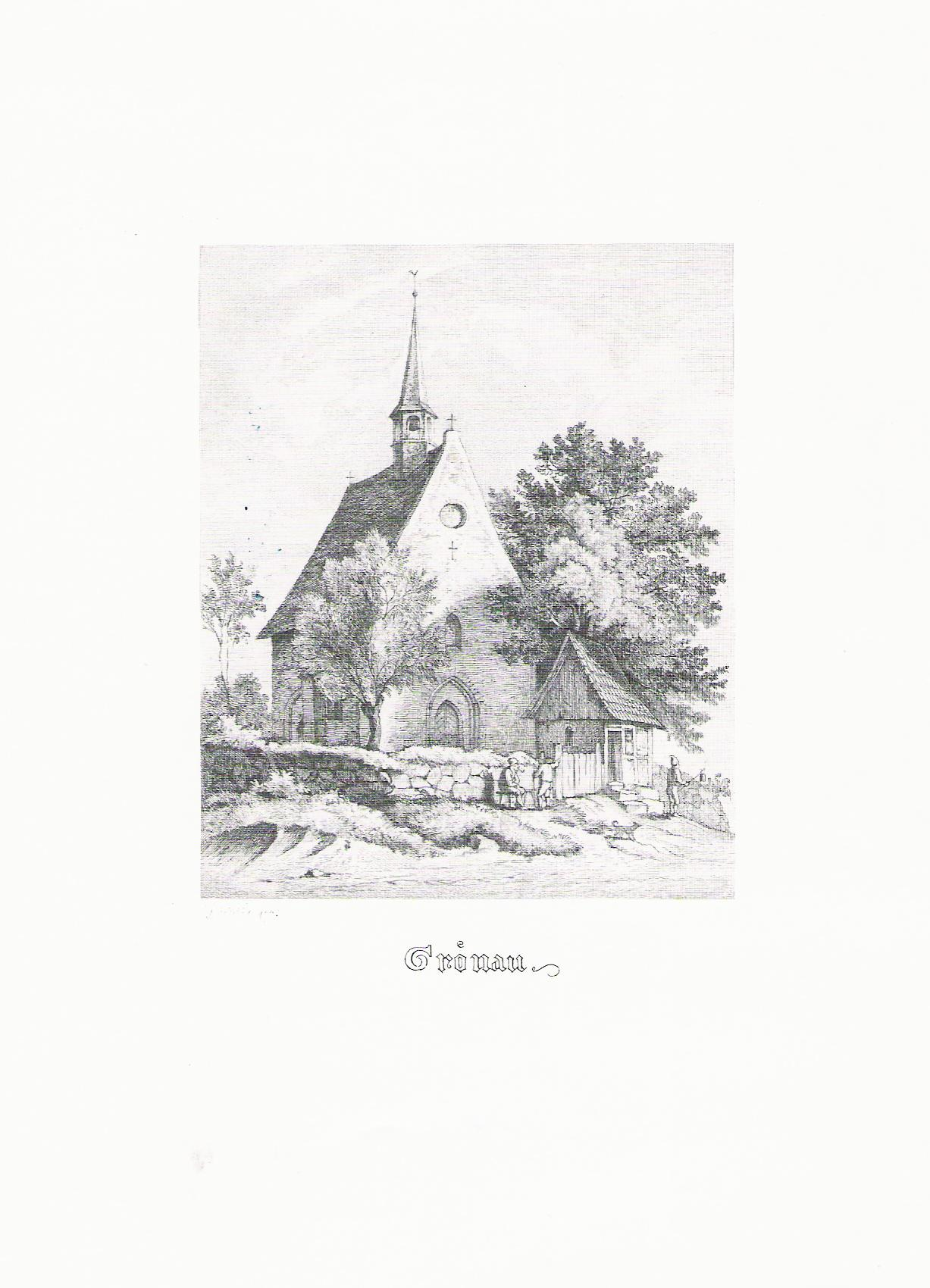
Carl Julius Milde: Siechenkapelle in Klein Grönau, 1857

Die Kapelle wurde nach einer Inschrift neben dem Eingang 1409 erbaut und am Sonntag vor dem Johannistag dem Patrozinium des Heilig Kreuzes, der Jungfrau Maria, der fünf Wunden, der hll. Servatius, Antonius, Georg, Markus, Katharina, Margaretha und Walburga sowie Allerseelen und Allerheiligen geweiht. Gebräuchlich wurde für die ist Wegekapelle Klein-Grönau die Bezeichnung „St.-Jürgen-Kapelle“.
Sie ist 6,30 m breit und 9,10 m lang und hat eine rechteckige Grundrissform mit einem 3/8-Apsis-Abschluss. 1659 wurde die Kapelle erneuert, wobei sie ihren heutigen Dachreiter erhielt. 1841 wurde der Fußboden erneuert. Baugeschichtlich nahe verwandt ist die im Januar 1973 wegen ihrer Nähe zur damaligen Innerdeutschen Grenze gesprengte Kapelle des Siechenhauses vor Dassow.
In der Kapelle wurde bis ins frühe 20. Jahrhundert einmal wöchentlich ein Gottesdienst gefeiert, den der Pastor von der St.-Willehad-Kirche in Groß Grönau hielt. Nach der Übernahme von Siechenhaus und Kapelle durch die Lübecker Kirche wurde die Kapelle 1963 renoviert und erhielt eine Holzdecke und neues Gestühl. Seither findet in der Zeit von Pfingsten bis zum Erntedankfest in der Kapelle an jedem Sonntag eine Andacht statt, meist auf Plattdeutsch.

### Ausstattung
An der Ostwand der Kapelle findet sich ein gemauerter Altartisch mit einer 2,10 × 1,18 m großen Mensa. Darauf stand bis 1709 ein gotisches Retabel, von dem Reste erhalten sind, die 1912 ins St. Annen-Museum kamen. 1709 erhielt die Kapelle das für die Kapelle eigentlich viel zu große ehemalige Hochaltar-Retabel der Lübecker Aegidienkirche. Dieser nun als Grönauer Altar bezeichnete hochgotische Flügelaltar aus einer flämischen Werkstatt, dem die Kunstwissenschaft den Notnamen Meister des Grönauer Altars gab, von um 1430, kam ebenfalls 1912 in das St. Annen-Museum.
Ein fragmentarisch erhaltener spätgotischer Wandschrank an der Nordseite bildet den Rahmen für eine spätgotische Pietà von etwa 1500.
1641 wurde der „Mannschor“ als Empore errichtet. An seiner Brüstung ist die ehemalige Predella des Grönauer Altars angebracht, die etwas jünger ist als dieser (Ende des 15. Jahrhunderts). Unterhalb der Kanzel findet sich das einzige im Lübecker Gebiet erhaltene mittelalterliche Weihwasserbecken. Der barocke hölzerne Taufständer stammt aus dem Jahr 1722. Ein Wandleuchter von 1670 ist heute im St. Annen-Museum. Die Glocke im Dachreiter mit einem Durchmesser von 53 cm wurde 1659 durch Kordt Kleimann in Lübeck gegossen.
Seit 1963 schmückt den Altar ein Emaille-Kruzifix von Erich Klahn aus Celle, das die Professor-Brockhaus-Stiftung der Gesellschaft zur Beförderung gemeinnütziger Tätigkeit für die Kapelle erworben hatte.